# Joannes Franciscus Clementius Temmerman
Joannes Franciscus Clementius Temmerman (Hoofdplaat, 22 mei 1901 – Oostburg, 22 september 1975) was een Nederlands politicus.
Hij werd geboren als zoon van Hijpolitus Maria Temmerman (1874-1958; landbouwer) en Maria Louisa Thomaes (1879-1955). Hij was landbouwer maar daarnaast ook betrokken bij de plaatselijke politiek. Hij kwam namens de 'Vrije Katholieke Lijst' in de gemeenteraad van Hoofdplaat en zou daar 14 jaar raadslid blijven. Hij was ook wethouder van die gemeente. Nadat burgemeester B.J.M. Thomaes in januari 1941 met pensioen was gegaan nam wethouder Temmerman diens functie waar. In september van dat jaar volgde zijn benoeming tot burgemeester van Hoofdplaat. In oktober 1944 werd Hoofdplaat bevrijd door de Canadezen en kort daarop werd burgemeester Temmerman gestaakt door het Militair Gezag. In juni 1946 kon hij echter zijn functie hervatten. Twintig jaar later ging hij met pensioen en in 1975 overleed hij op 74-jarige leeftijd.